# نورمان بوغسون
السير نورمان روبرت بوغسون (بالإنجليزية: Norman Robert Pogson)‏ (23 مارس 1829 في نوتينغهام – 23 يونيو 1891 في تشيناي) هو عالم فلك إنجليزي.

## حياته وأعماله
عندما أصبح في الثامنة عشر، قام بحساب مدارات مذنبين. ثم أصبح مساعدًا في مرصد رادكليف في أكسفورد, عام 1851. وفي عام 1860، سافر إلى تشيناي بالهند, في وظيفة فلكي حكومي. وفي مرصد مدراس، كتب كتالوج مدراس الذي ضم 11,015 نجم. كما اكتشف ثمان كويكبات وست نجوم متغيرة.
أهم اسهاماته أنه لاحظ في نظام القدر الظاهري الذي وضعه الفلكي اليوناني أبرخش, كانت النجوم ذات القدر الظاهري من الدرجة الأولى أكثر سطوعًا بمائة مرة من النجوم ذات القدر الظاهري من الدرجة السادسة. اقترح بوغسون في عام 1856 جعل هذا معيارًا؛ وبالتالي، النجم ذو القدر الظاهري من الدرجة الأولى 1001/5 أو نحو 2,512 ضعف النجم ذو القدر الظاهري من الدرجة الثانية. عرف ذلك باسم نسبة بوغسون (بالإنجليزية: Pogson's Ratio)‏.
m1 - m2 = -2.5 log10 (L1 / L2)
حيث m هو القدر الظاهري للنجم و L هو السطوع للنجوم 1 و 2.
| الكويكبات المكتشفة: 8 | الكويكبات المكتشفة: 8 |
| --------------------- | --------------------- |
| 42 إيزيس              | 23 مايو 1856          |
| 43 أريادن             | 15 أبريل 1857         |
| 46 هيستيا             | 16 أغسطس 1857         |
| 67 آسيا               | 17 أبريل 1861         |
| 80 سابفو              | 2 مايو 1864           |
| 87 سيلفيا             | 16 مايو 1866          |
| 107 كاميلا            | 17 نوفمبر 1868        |
| 245 فيرا              | 6 فبراير 1885         |

في 1868 و 1871, شارك بوغسون في الحملات الهندية لرصد الكسوف الشمسي. وفي 1872, رصد بوغسون جسمًا (سجّل باسم X/1872 X1) والذي اعتقد أنه عودة لمذنب بيلا.
خلال عمله، اكتشف ثماني كويكبات وإحدى وعشرين نجمًا متغيرًا. وتولى بوغسون رئاسة مرصد مدراس لمدة 30 عامًا حتى وفاته.

## التكريمات
سميت هذه الظواهر الكونية باسمه:
- كويكب 1830 بوغسون.
- فوهة بوغسون على القمر.
- يعتقد أنه سمى كويكب 42 إيزيس باسم ابنته إليزابيث إيزيس بوغسون.

## وصلات خارجية
- نورمان بوغسون على موقع الموسوعة البريطانية (الإنجليزية)
- Norman Robert Pogson - Irineu Gomes Varella (بالبرتغالية)
- http://dhinakarrajaram.blogspot.com/2011/02/norman-robert-pogson-astronomer-great.html